# Bérczy Balázs
Bérczy Balázs (Pécs, 1966. január 15. –) magyar labdarúgó. Első NB I-es mérkőzése 1985. szeptember 7. Szombathelyi Haladás - Pécsi MSC volt, ahol csapata 2–1-es diadalt ért el a szombathelyi klub ellen.

## Sikerei, díjai
- Pécsi MSC:
- Magyar bajnoki ezüstérmes: 1986
- Magyar bajnoki bronzérmes: 1991
- Magyar kupa ezüstérmes: 1987
- Magyar kupa-győztes: 1990

- K.F.C. Germinal Beerschot:
- Belga bajnoki 18. hely: 1991
- Belga kupa: 32 közé jutott: 1991

- Volán SC:
- Magyar bajnoki 16. hely: 1991
- Magyar kupa negyeddöntős: 1991

- Budapest Honvéd:
- Magyar bajnoki bronzérmes: 1992
- Magyar kupa elődöntős: 1992

- Újpesti TE:
- Magyar bajnok: 1998
- Magyar bajnoki ezüstérmes: 1995, 1997
- Magyar bajnoki bronzérmes: 1996, 1999
- Magyar kupa ezüstérmes: 1998

- BVSC Budapest:
- Magyar bajnoki 17. helyezés:1999
- Magyar kupa 32 közé jutott:1999

- BKV Előre SC:
- NB II bronzérmes: 2000
- Magyar kupa: 32 közé jutott: 2000

## Statisztika

### Mérkőzései a válogatottban
| Magyarország | Magyarország         | Magyarország               | Magyarország | Magyarország | Magyarország | Magyarország | Magyarország | Magyarország |
| #            | Dátum                | Helyszín                   | Hazai        | Eredmény     | Vendég       | Kiírás       | Gólok        | Esemény      |
| ------------ | -------------------- | -------------------------- | ------------ | ------------ | ------------ | ------------ | ------------ | ------------ |
| 1.           | 1987. november 18.   | Budapest, Népstadion       | Magyarország | 0 – 0        | NSZK         | barátságos   | -            | 46'          |
| 2.           | 1990. szeptember 12. | London, Wembley Stadion    | Anglia       | 1 – 0        | Magyarország | barátságos   | -            |              |
| 3.           | 1991. szeptember 11. | Győr, Rába ETO Stadion     | Magyarország | 1 – 2        | Írország     | barátságos   | -            | 55'          |
| 4.           | 1994. október 12.    | Budapest, Népstadion       | Magyarország | 0 – 0        | Németország  | barátságos   | -            | 46'          |
| 5.           | 1994. december 14.   | Mexikóváros, Azték-stadion | Mexikó       | 5 – 1        | Magyarország | barátságos   | -            |              |
|              | Összesen             |                            |              | 5            | mérkőzés     |              | 0            | gól          |

## Sportvezetőként
Pályafutása után közgazdász diplomát szerzett és a bank illetve biztosító szektorban dolgozott. 2002-től elnöke lett a Hivatásos Labdarúgók Szervezetének. 2006-tól dolgozott az MLSZ főtitkáraként, később 2008-ban, rövid ideig a Fehérvár ügyvezető igazgatója volt. 2009-ben a PMFC-t működtető gazdasági társaság ügyvezető igazgatója lett.